# Eotetranychus belus
Eotetranychus belus är en spindeldjursart som beskrevs av Meyer 1996. Eotetranychus belus ingår i släktet Eotetranychus och familjen Tetranychidae. Inga underarter finns listade i Catalogue of Life.